# Stenobothrus fischeri
Stenobothrus fischeri är en insektsart som först beskrevs av Eduard Friedrich Eversmann 1848.  Stenobothrus fischeri ingår i släktet Stenobothrus och familjen gräshoppor.

## Underarter
Arten delas in i följande underarter:
- S. f. fischeri
- S. f. glaucescens